# Krośnieńskie Towarzystwo Fotograficzne
Krośnieńskie Towarzystwo Fotograficzne – polskie stowarzyszenie fotograficzne, istniejące w latach 1970–2001. Członek zbiorowy Federacji Amatorskich Stowarzyszeń Fotograficznych w Polsce.

## Historia
Krośnieńskie Towarzystwo Fotograficzne utworzono w 1970 roku – stowarzyszenie zrzeszało wówczas około 40 fotoamatorów z okolic Podkarpacia. Najbardziej kreatywnymi członkami KTF byli m.in. Bolesław Bajorski, Wiesław Braja, Jerzy Bryła, Stefan Domagała, Andrzej Drozd, Tadeusz Gierlach, Marek Głowiński, Jan Grudysz, Jan Jurek, Grzegorz Kapuściński, Tomasz Kasprzyk, Jacek Kucy, Robert Leniowski, Zbigniew Lorenc, Stanisław Nawracaj, Leonard Olbrycht, Stanisław Pater, Tadeusz Pudełko, Władysław Sęp, Wacław Turek, Witold Wierzbiański, Krzysztof Wojtuń, Jerzy Wygoda, Cezary Żelechowski, Marian Żyła.
Pierwszym prezesem Zarządu stowarzyszenia został Jan Grudysz, współzałożyciel Krośnieńskiego Towarzystwa Fotograficznego. Towarzystwo zakończyło działalność w 2001, wówczas zostało przekształcone w Fotoklub Regionalnego Centrum Kultur Pogranicza w Krośnie.

## Działalność
Krośnieńskie Towarzystwo Fotograficzne prowadziło aktywną działalność konkursową, plenerową, wydawniczą oraz wystawienniczą, Członkowie KTF korzystali z dwóch przestrzeni wystawienniczych, gdzie mogli prezentować swoje fotografie – Galerii Fotografii w Piwnicy Staromiejskiej, w Krośnie oraz witryny sklepu Foto-Optyki. 
Od 1974 stowarzyszenie było organizatorem cyklicznej ogólnopolskiej wystawy Co robią Polacy? – ekspozycja była organizowana wespół z Centralną Agencją Fotograficzną i odbywała się pod patronatem Ministra Kultury i Sztuki oraz Federacji Amatorskich Stowarzyszeń Fotograficznych w Polsce. KTF było organizatorem cyklicznego ogólnopolskiego konkursu fotografii przyrodniczej Piękno krajobrazu leśnego, we współpracy z Naczelnym Zarządem Lasów Państwowych. KTF prowadziło działalność wydawniczą, publikując między innymi fotokronikę województwa krośnieńskiego, katalogi pokonkursowe – Co robią Polacy, Krosno – miasto, w którym żyjemy, Krosno w fotografii i poezji, Piękno krajobrazu leśnego. Towarzystwo współpracowało z innymi ośrodkami kultury oraz stowarzyszeniami fotograficznymi – m.in. z ówczesnym Wojewódzkim Domem Kultury w Krośnie oraz z Fotoklubami w Koszycach, Bardejowie, Vranowie.